# La notte degli chef
La notte degli chef è stato un programma televisivo andato in onda su Canale 5 dal 16 giugno 2011 al 30 giugno 2011 per tre puntate (all'interno dello studio 11 di Cologno Monzese), condotto da Alfonso Signorini.

## Il programma
Nove giovani aspiranti cuochi, divisi in tre squadre, si sfidavano in una gara sotto la guida di tre chef di grande fama. Durante la puntata, i concorrenti si cimentavano nella preparazione di un primo, di un secondo e di un dessert.
In ogni puntata, tre personaggi famosi non si limitavano a fare il tifo per i giovani in gara, ma venivano chiamati anche ad aiutarli nella preparazione del menù.
I piatti preparati durante ciascuna delle tre serate erano giudicati da una giuria di esperti. Uno solo era il cuoco vincitore che si aggiudicava uno stage con il suo chef di riferimento del valore di 50.000 euro.

## Cast

### I cuochi
- Davide Oldani
- Gennaro Esposito
- Fulvio Pierangelini

### Aiutanti
- Elisabetta Canalis
- Emanuele Filiberto
- Rino Gattuso
- Iva Zanicchi
- Valeria Marini
- Belén Rodríguez

### Giuria
- Camilla Baresani
- Alessandro Borghese
- Davide Rampello

## Concorrenti
|  | Matteo Arisi        | Salvo    | Ultimi 3  | Salvo     | Vincitore |
|  | Giorgio Bolletta    | Salvo    | Salvo     | Salvo     | Secondo   |
|  | Tommaso Gonfiatini  | Ultimi 3 | Salvo     | Peggiore  | Eliminato |
|  | Giordano Ruocco     | Salvo    | Salvo     | Peggiore  | Eliminato |
|  | Francesco Accomando | Salvo    | Salvo     | Peggiore  | Eliminato |
|  | Lucrezia Ricci      | Salva    | Ultimi 3  | Eliminata | Eliminata |
|  | Maria Tonziello     | Salva    | Ultimi 3  | Eliminata | Eliminata |
|  | Antonino Messina    | Ultimi 3 | Eliminato | Eliminato | Eliminato |
|  | Emanuele Platì      | Ultimi 3 | Eliminato | Eliminato | Eliminato |

## Ascolti
| Puntata | Messa in onda  | Telespettatori | Share  |
| ------- | -------------- | -------------- | ------ |
| 1       | 16 giugno 2011 | 3.402.000      | 16,91% |
| 2       | 23 giugno 2011 | 2.957.000      | 15,47% |
| 3       | 30 giugno 2011 | 2.454.000      | 13,34% |